# 忍びの卍
『忍びの卍』（しのびのまんじ）は、山田風太郎の忍者小説。忍法帖シリーズの長編第17作にあたる。『報知新聞』に1966年から1967年まで連載された。
報知新聞社から単行本で刊行後、講談社および角川書店からも発売された。その後長らく絶版となっていたが、2010年に角川文庫より刊行された。1968年に東映で映画化（監督：鈴木則文）。

## あらすじ
ああ、忍法とはただ忍の一字なり。
相次ぐ大名の改易に揺れる徳川家光治世。大老・土井大炊頭の近習・椎ノ葉刀馬は、内密に公儀忍び組査察を命ぜられる。伊賀、甲賀、根来三派の対立を憂い、最も優れた一派に絞ろうというのだ。各忍び組の代表となった忍者と対面した刀馬は、各々の奇怪な忍法に圧倒される。報告を受けた大炊頭が選んだのは、刀馬が最も低く評価した甲賀組であった。
苦汁をなめた根来の代表・虫籠右陣は、伊賀の代表・筏織右衛門を巻きこみ、将軍に再裁定を働きかけようとするが失敗する。追いつめられた両名は逐電、家光の弟駿河大納言徳川忠長に接触、これを扇動する。度重なる悲運を嘆く忠長は、すべては右陣と織右衛門の策謀とも知らず、ついに将軍暗殺を黙認する。
しかし、この企ては大炊頭に察知されていた。再度刀馬は、甲賀の代表であった百々銭十郎と共に将軍守護の密命を受け、幕府転覆を阻止すべく右陣・織右衛門に挑む。大奥、そして忠長が蟄居する高崎へと、二組の魔戦は続く。大炊頭の真意など知る由もなく…

## 主な登場人物
椎ノ葉刀馬（しいのは とうま）
主君である大炊頭に絶対的な忠誠を誓う主人公。明朗闊達、潔癖で優しげな好青年。柳生流の達人ではあるが、超人的な忍者たちには及ばない。主命により、嫌悪していた銭十郎とコンビを組み、右陣・織右衛門を迎え撃つ事になる。物語前半では狂言回し的な立場だが、中盤以降様々な試練により徐々に人間性が変化するに従い、存在感を増してゆく。その意味では、本作は彼の成長物語という側面も持つといえる。物語結末において、大炊頭が彼に将軍守護を命じた真の目的と、彼がこの物語の主人公である理由とが共に明らかとなる。
お京（おきょう）
刀馬のいいなづけ。婚礼をひかえた、慎ましやかな少女である。刀馬を一途に愛するがゆえに、忍法合戦に巻きこまれてしまう。絶望的な状況に陥った彼女に救いの手を差しのべたのは、意外な人物であった。たびたび刀馬の窮地を救うが、変貌してゆく刀馬を目にし、ある思いを抱くようになる。
土井大炊頭（どい おおいのかみ）
土井利勝。茫洋とした老人として描かれる、刀馬の主君。幕藩体制を磐石のものとした江戸幕府創成期の功臣として知られ、たびたび山田風太郎作品に登場している。本作においてもすべての黒幕であり、ある意味で3人の忍者以上の怪物的存在である。物語最後でその驚くべき真意を明かす。
虫籠右陣（むしかご うじん）
根来忍者。丸々と太った、白い顔に厚ぼったい唇の小男。陽気で滑稽な愛嬌者の姿の陰で、薄笑いを浮かべたふてぶてしい奸悪ぶりを発揮する。品性下劣として刀馬に軽蔑されるが、問題にしていなかった。時折謎めいた言動を見せる。調子のいい発言で糊塗しつつ、行き当たりばったりで利己的な裏切りを平然と繰りかえすが、すべてはある目的のための計算ずくの行動であった。手段を選ばず、徹底的に他人を利用して恥じない男。最終的に3人の忍者のうち唯一の勝利者として、ある人物に徳川名代最大の忍者として讃えられた。使用する忍法は以下の3つ。
忍法暗剣殺
敵の殺気を察知する忍法。超人的な体術とあわせ、自分へのいかなる攻撃をも回避することを可能とする。だが織右衛門には通用しなかった。
忍法ぬれ桜
舐めた女性の皮膚に女陰同様の感覚を与え、快楽の虜と化す忍法。また男性は施術女性に対し激しい欲情を抱く。効果は時間と共に低下する。
針つばめ
中央が折れ曲がり、両端が尖った釘状の手裏剣。標的に命中しなかった場合、ブーメランの様に右陣の手元に舞い戻る。
筏織右衛門（いかだ おりえもん）
伊賀忍者。がっしりとした、30過ぎの寡黙な頼りがいのある男。師の宮本武蔵と驚くほど似た雰囲気を持ち、その思慮深い言葉は刀馬に大きな感銘を与えた。一方で明敏さゆえに、家光に仕える事に疑念を抱き苦悶する。査察落選後謹慎するが、それは大炊頭の陰謀すべてを看破した故だった。妻の死後、右陣の誘いを受ける形で出奔、最強の暗殺者として刀馬と敵対する。哲学者のような男だが、出奔後は忍法の実験に傾倒する面も見せた。超一流の忍者だが、使用忍法は任意車のみ。ただし武蔵直伝の剣術はそれを補ってあまりあり、刀馬はもちろん他の2人も圧倒している。
忍法任意車
性交した女性へと織右衛門の精神が憑依する忍法。憑依対象が死亡した場合、魂が肉体へ戻り元の織右衛門が復活する。使用者を不死身とする無敵の忍法だが、憑依中本体が仮死状態となる、一昼夜を過ぎると媒介となる精子が胎内で死亡するため効果が切れる、という2つの欠点を持つ。効果切れの場合は魂が織右衛門の肉体へと戻り、憑依中の記憶を持たない状態で憑依対象が覚醒する。ぬれ桜との合体技や同時任意車など、様々なバージョンが作中で描かれた。
百々銭十郎（どど せんじゅうろう）
甲賀忍者。退廃的な美貌を持つ、長髪細面の美男子。相伝忍法の副作用による特異体質のため、体内に精子が蓄積されると気だるく甘ったるい無気力な性格に、失われると自動的に狷介な快楽殺人鬼と化してしまう。殺人鬼状態はまさに狂人だが、家光への罵倒が極めて的確であるなどその知能は高い。中盤以降はほぼこの状態だったが、皮肉にも織右衛門への激しい敵意が、かろうじて正気を保つよすがとなる。世界のすべてに絶望し、刀馬の忠節を最後まで莫迦にしていた。ただし己が剣への矜持は、自ら芸術家肌の完全主義者だと自嘲するほどである。2つの忍法を使うが、白朽葉は一切制御不能の術である。
忍法白朽葉
銭十郎の体内に精子が充満した状態を指す。あらゆる女性を魅了し欲情させるが、銭十郎自身もまた常時激しい欲情に襲われる。
忍法赤朽葉
女性の血液をもって敵を斬る忍法。性交により銭十郎の精子を受けた女性の血液は変質し、その血しぶきを受けた生物の肉体はその軌跡のとおりに切断される。ありえない長射程と剣鬼と評される技量をもって敵を殲滅する、狂気の剣技。血刃を形成するために、女性が不可欠な事が欠点である。
徳川家光（とくがわ いえみつ）
3代徳川将軍。本作においては暗愚な人物として描かれる。
徳川忠長（とくがわ ただなが）
家光の弟。駿河および甲州を治める聡明な快男児。かつて幼少時、家光と将軍位を争い敗れた過去を持つ。家光体制成立後、意に反して危険人物と見なされ、大炊頭の謀略により次第に窮地に追いこまれてゆく。なお、切腹に至るまでの蟄居等の顛末は、歴史的事実をおりまぜて史実に即して描かれている。
春日局（かすがのつぼね）
家光の乳母。大奥の支配者である。同作者の甲賀忍法帖と同様、権勢欲の強い俗物として描かれている。
お麻（おあさ）
織右衛門の愛妻。織右衛門を利用しようとする右陣の策により、家光に嬲り殺しにされる。右陣は織右衛門を篭絡したと確信する。
小督（こごう）
忠長の愛妾。孤独な忠長の精神的な支えであったが、右陣・織右衛門の策により自刃させられてしまう。どことなくお京と似た面影を持つ。
砧（きぬた）
くのいち。甲賀組組頭の孫娘。銭十郎を愛する凄艶な美女。銭十郎の命により織右衛門を誘き出そうとするが、任意車により傀儡と化し、刀馬に斬られる。
お宋（おそう）
くのいち。砧の従妹、お彩の姉。銭十郎に侍る、凛とした豊艶な美女。砧とともに織右衛門の実験の対象となった末に、銭十郎により赤朽葉の材料にされる。
お彩（おさい）
くのいち。砧の従妹、お宋の妹。姉と同様銭十郎に仕える、愛くるしい可憐な少女。大奥に婢として潜入、銭十郎のために自ら進んで赤朽葉の材料となる。
お国（おくに）／お船（おふね）／おくる
大奥の女たち。織右衛門の任意車の犠牲となり、いずれも銭十郎に倒される。

## 目録
1.  忍び組査察
2.  査察の結果
3.  陰の両輪
4.  駿河大納言
5.  陽の両輪
6.  攻防濡れぐるま
7.  授精分割
8.  芸術赤朽葉
9.  隠密祭壇
10. 虚空虚無僧寺
11. 雪の卍

## 映画
- 1968年1月27日、89分、東映京都製作、成人指定映画。

### 配役
- 夏八木勲 : 椎ノ集刀馬
- 桜町弘子 : 陽炎
- 桜町弘子 : お園の方
- 遠藤辰雄 : 虫籠右陣
- 山本麟一 : 筏織右衛門
- 潮健児 : 百々銭十郎
- 桑原幸子 : 祐
- 真理明美 : お栄
- 真理アンヌ : お彩
- 真山知子 : おぶみ
- 菅貫太郎 : 家光
- 山城新伍 : 忠長
- 関根永二郎 : 紀伊侯
- 堀正夫 : 尾張侯
- 中村錦司 : 水戸侯
- 花柳小菊 : 春日局
- 三島ゆり子 : お国の方
- 霧立はるみ : お舟の方
- 小川真理子 : おくる
- 大前均 : 大男の蔵番
- 河村満和 : 鶉大五郎
- 熊谷武 : 御典医
- 志賀勝 : 忍者
- 阿波地大輔 : 忍者
- 三浦徳子 : 舟宿の女
- 曽我廼家明蝶 : 土井大炊頭
- 小松方正 : 鳥居土佐守
- 大木実 : 柳生但馬守

### スタッフ
- 監督 : 鈴木則文
- 脚色 : 佐治乾、小野竜之助
- 企画 : 天尾完次、松平乗道
- 撮影 : 鈴木重平
- 美術 : 雨森義允
- 音楽 : 伊部晴美
- 録音 : 野津裕男
- 照明 : 中山治雄
- 編集 : 堀池幸三